# Sauldre
Sauldre é um rio localizado na França.